# Liste des cours d'eau de Bahia
 (mars 2025).
Liste des principaux cours d'eau de l'État de Bahia, au Brésil.

## A/J
- Rio Almada
- Rio do Antônio
- Rio Cachoeira
- Rio Capivari
- Rio Carinhanha
- Rio das Contas
- Rio Correntes
- Rio Gavião
- Rio Grande
- Rio Itacanoeira
- Rio Itapicuru
- Rio Jacaré
- Rio Jacuípe
- Rio Jequitinhonha

## M/V
- Rio Mucuri
- Rio Paramirim
- Rio Paraguaçu
- Rio Pardo
- Rio das Rãs
- Rio Salitre
- Rio Santana
- Rio Santo Onofre
- Rio São Francisco
- Rio Tijuípe
- Rio Utinga
- Rio Vaza-Barris
- Rio Verde Grande